# Fraccionamiento Primero de Mayo
Fraccionamiento Primero de Mayo är en ort i Mexiko.   Den ligger i kommunen Zitácuaro och delstaten Michoacán de Ocampo, i den södra delen av landet, 130 km väster om huvudstaden Mexico City. Fraccionamiento Primero de Mayo ligger 2 191 meter över havet och antalet invånare är 463.
Terrängen runt Fraccionamiento Primero de Mayo är varierad. Runt Fraccionamiento Primero de Mayo är det ganska tätbefolkat, med 90 invånare per kvadratkilometer. Närmaste större samhälle är Heróica Zitácuaro, 3,2 km väster om Fraccionamiento Primero de Mayo. I omgivningarna runt Fraccionamiento Primero de Mayo växer i huvudsak blandskog.